# 大沢町 (神戸市北区)
大沢町（おおぞうちょう）は、兵庫県神戸市北区の北部に位置する地区。地区としては大きく 簾、市原、日西原、中大沢、上大沢、神付の六つに分かれる。旧大沢村（大澤村）が、神戸市に編入合併されて成立した。川沿いに広がる田園地帯である。

## 地理
階段式の棚田が広がり水はけが良く、土地が粘質のため歴史的に良質な酒米の産地であった。

### 河川
- 大沢川（加古川水系）
- 美嚢川（武庫川水系[2]）

## 歴史
古来より大沢町のほぼ全体が大きな沼であり、今は洪水などによりできた断層から、それが確認できる。織田信長による中国征伐時に、豊臣秀吉が三木市を訪れた際、その家臣が、光山寺に参ったと言われている。天正年間の三木合戦で光山寺が焼失したとされている。1889年に簾、市原、日西原、中大沢、上大沢、神付の6ヶ村が合併し大沢村が成立した。1907年の大洪水で被害を受ける。1924年には大旱魃により土地の免税措置が取られた。1951年7月1日、神戸市と合併して、大沢町となる。

### 地名の由来
角川日本地名大辞典（1988年）では大きな沢が存在したことに由来するとあるが、神戸史学会編「新　神戸の町名」（1996年）では山地の焼畑地名であるとされている。

## 地域

### 教育

#### 中学校
- 神戸市立大沢中学校

#### 小学校
- 神戸市立大沢小学校

#### 幼稚園
- 神戸市立大沢幼稚園

## 交通
町内を通る路線バスの利用者減と本数減が続いており、また地域内に生活利便施設が少ないことから、将来に渡っての地域の足の確保を目的に行政と地域によってアンケート調査やバスの試験運行（後述）といった取り組みが行われている。

### 道路
六甲北有料道路

### 路線バス
本数が少ないが岡場駅・三田駅から神姫バス乗車「上大沢」や「寺前」、「農協前」などバス停下車。

### 大沢スマイルバス
デマンドバスの形態で、2022年4月から2023年6月までの期間に試験運行が行われた。資料によると完全予約制で、町内各地とイオンモール神戸北の間を結んでいた。

## 名所・旧跡・観光スポット・祭事・催事

### 名所
- 光山寺
- 豊歳神社 - 本殿は保存状態が良く、室町末期の建築を伝える史料として国の重要文化財に指定されている[6]。
- 簾天満神社
- 日西原天満神社
- 中大沢素盞嗚尊神社
- 上大沢素盞雄尊社
- 福厳寺
- 大沢寺

### 観光スポット
- 道の駅神戸フルーツフラワーパーク大沢

### 祭事
- きたきたまつり・神戸まつり
- JA農協祭り
- すずらん輝まつり
- 大沢町各地区秋祭り

### 催事
- 大沢ふれあい運動会
- 町民芸術祭